# Hypercompe suffusa
Hypercompe suffusa är en fjärilsart som beskrevs av William Schaus 1889. Hypercompe suffusa ingår i släktet Hypercompe och familjen björnspinnare. Inga underarter finns listade i Catalogue of Life.